# Damerow (Rollwitz)
Damerow ist ein Ortsteil der Gemeinde Rollwitz des Amtes Uecker-Randow-Tal im Landkreis Vorpommern-Greifswald in Mecklenburg-Vorpommern.

## Geografie
Damerow an der Landesgrenze zu Brandenburg liegt acht Kilometer südlich von Pasewalk in einem hügeligen Gebiet, das nach Westen allmählich zur Uecker abfällt. Die Region südlich von Pasewalk ist, wie auch die gesamte nördliche Uckermark, vorwiegend landwirtschaftlich geprägt. Auffallend ist die große Anzahl von Windenergieanlagen.

## Geschichte

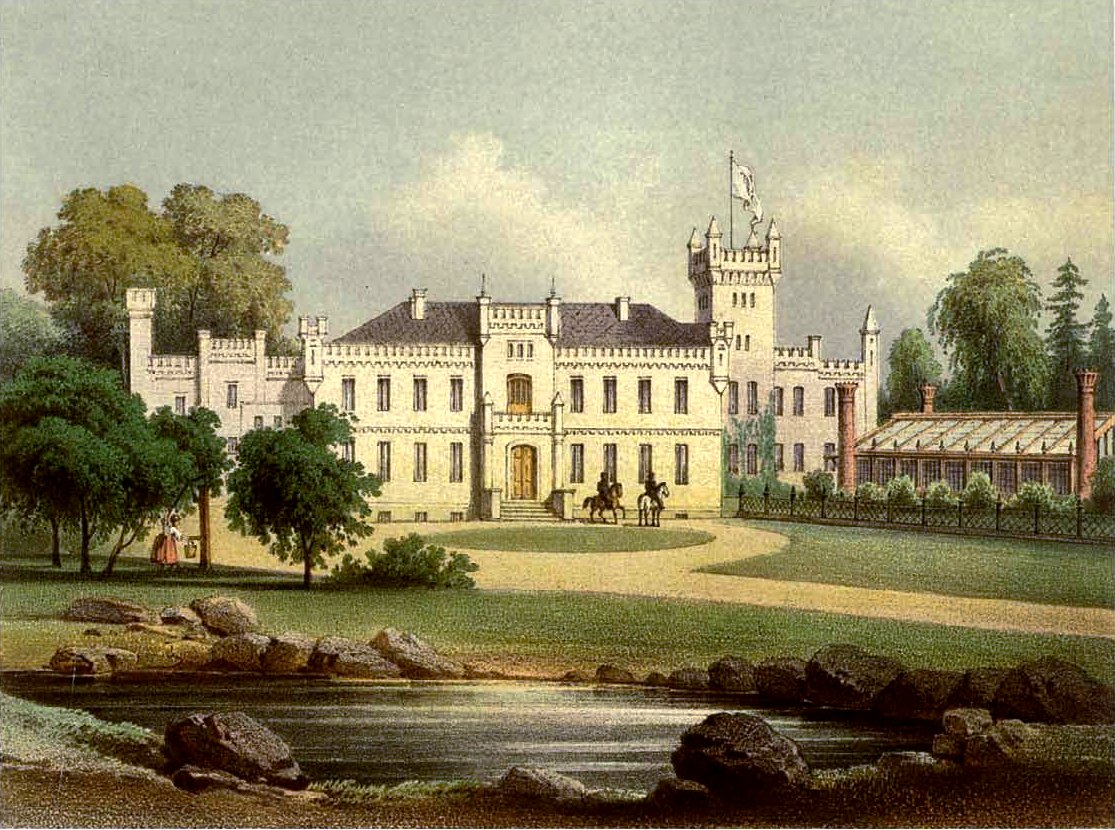
Rittergut Damerow um 1862/63, Sammlung Alexander Duncker

Am 25. Juli 1952 wurde Damerow zusammen mit anderen Gemeinden aus dem brandenburgischen, bis 1945 preußischen Landkreis Prenzlau herausgelöst und dem Kreis Pasewalk im Bezirk Neubrandenburg zugeordnet.
Am 1. Januar 2012 wurde die vormals eigenständige Gemeinde Damerow nach Rollwitz eingemeindet.

## Sehenswürdigkeiten
Reste der Anlage des Rittergutes mit Schlosspark derer von Winterfeld (möglicherweise nach Plan eines Schülers Lennés). Schloss Damerow ist nicht mehr erhalten. Das Haus des Gutsverwalters wurde von der Familie wieder instand gesetzt.
Siehe auch: Liste der Baudenkmale in Rollwitz

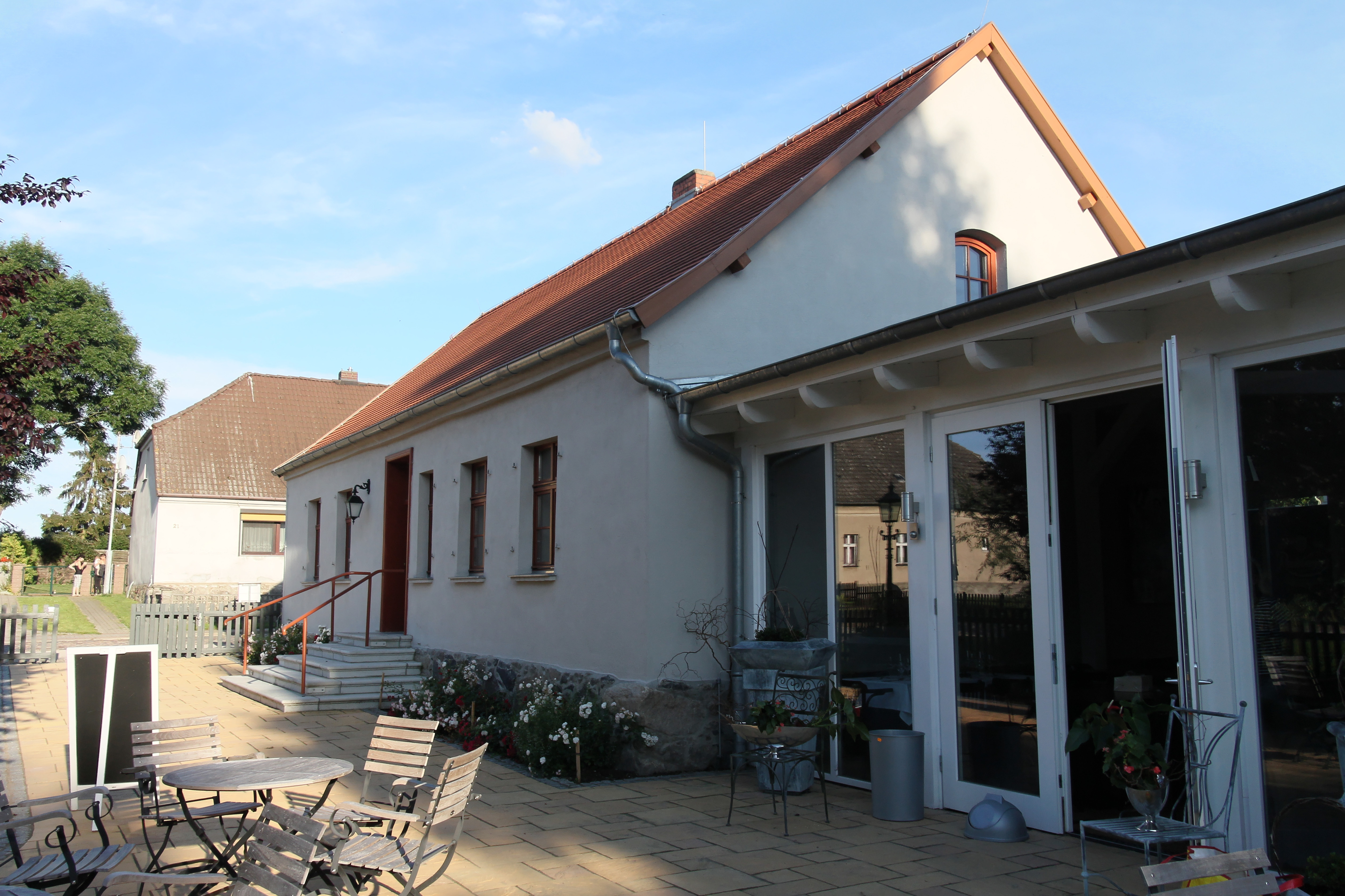
Gutsmuseum und Museumscafe
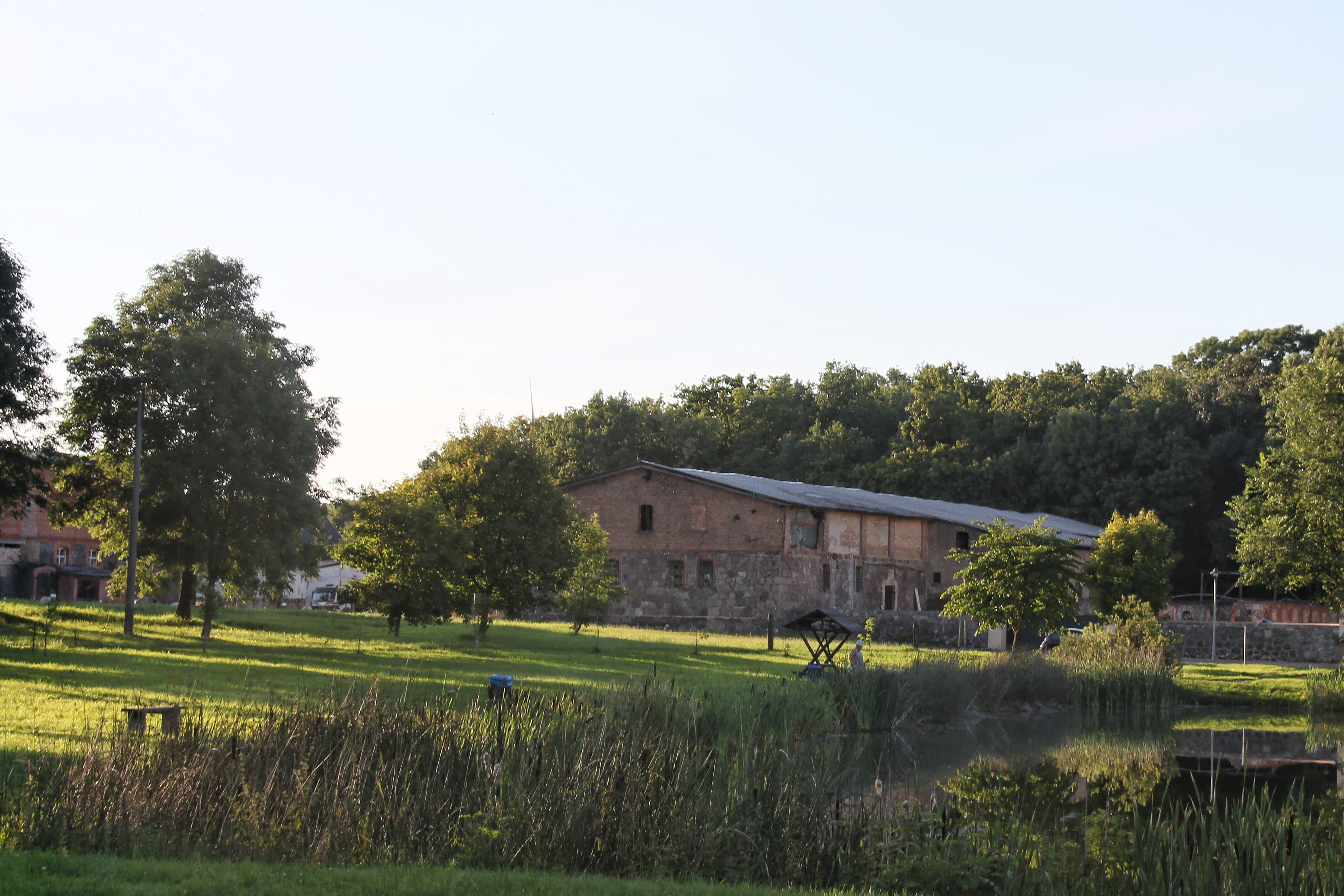
Rittergut Teilansicht
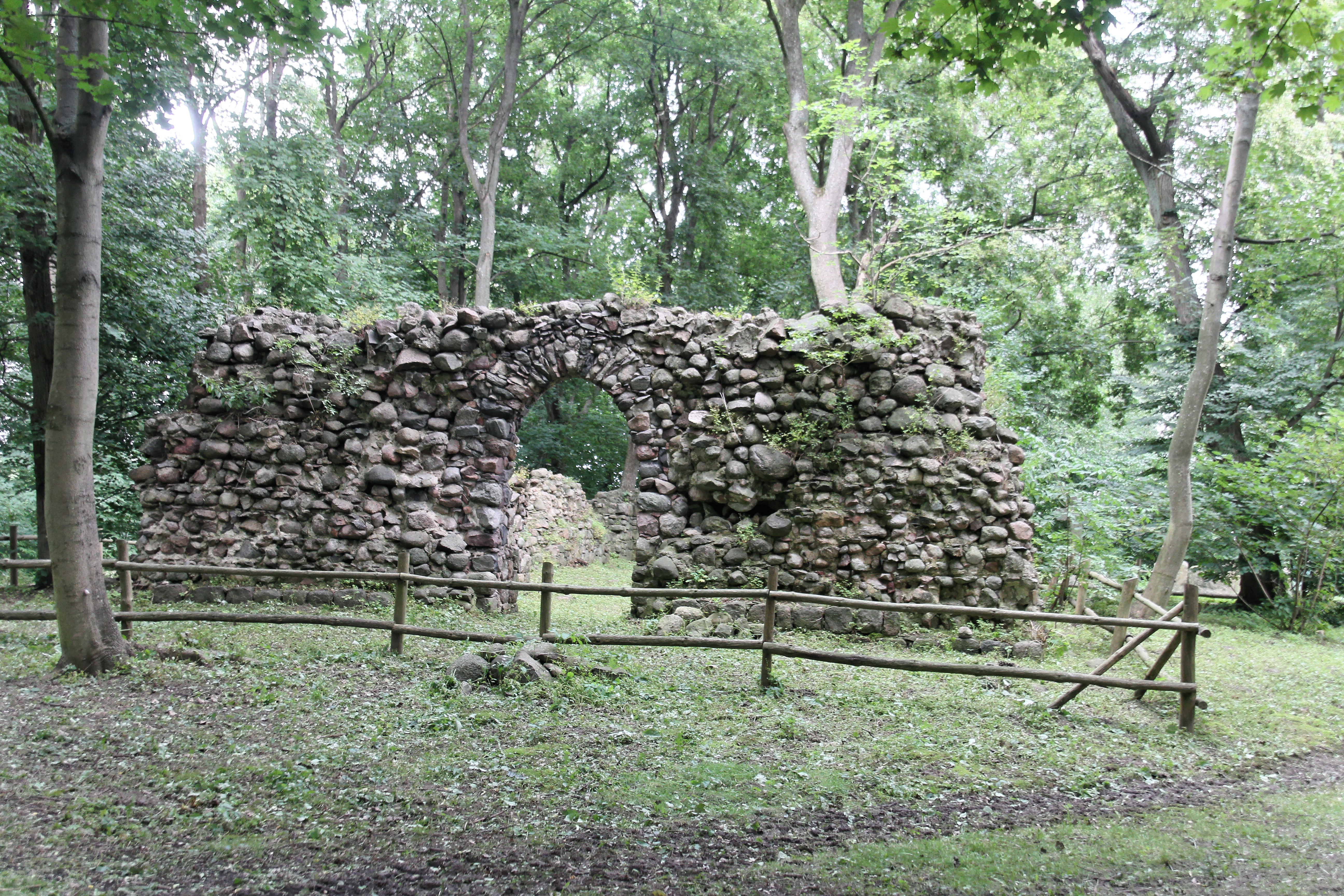
Ruine der Dorfkirche
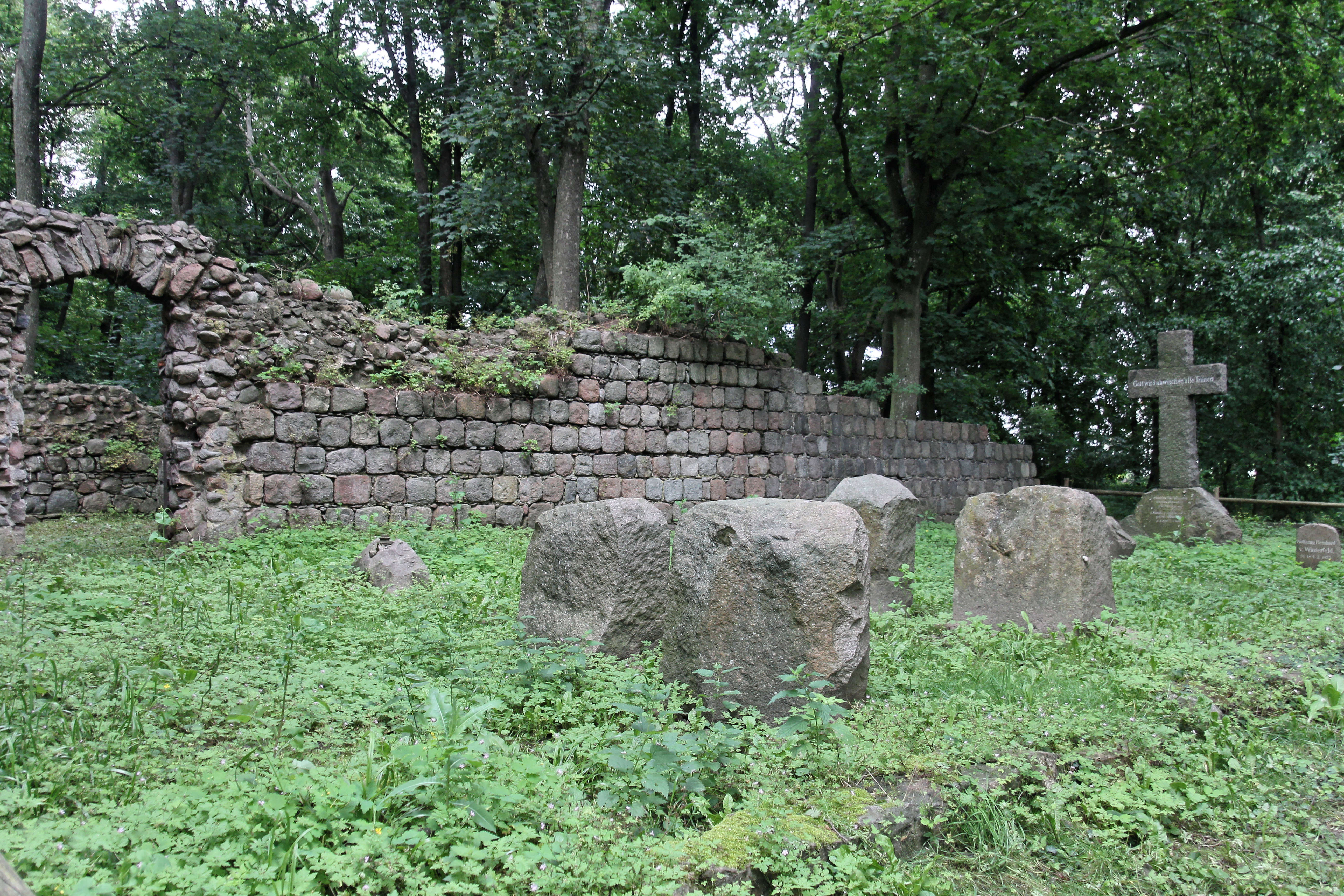
Friedhof derer von Winterfeld

## Verkehrsanbindung
Östlich von Damerow führt die Ostseeautobahn (A 20, Auffahrt Pasewalk-Süd) vorbei. Der nächste Bahnhof befindet sich vier Kilometer westlich in Nechlin (Ortsteil der brandenburgischen Gemeinde Uckerland).